# Micrurapteryx bidentata
Micrurapteryx bidentata là một loài bướm đêm thuộc họ Gracillariidae. Nó được tìm thấy ở Kyrgyzstan.